# 炮决
炮决是一种处决方法，受刑者通常被绑在加农炮口，然后被炮弹打死。乔治·卡特·斯滕特（George Carter Stent）描述的过程如下：
囚犯通常被绑在炮上，被炮口抵着后腰的上边。开炮后，只见他的头直冲上天飞了四五十英尺；上肢飞向天上，落到四处，也许有一百码那么远；下肢落在炮口下；躯干全被轰碎，看不出一点痕迹。

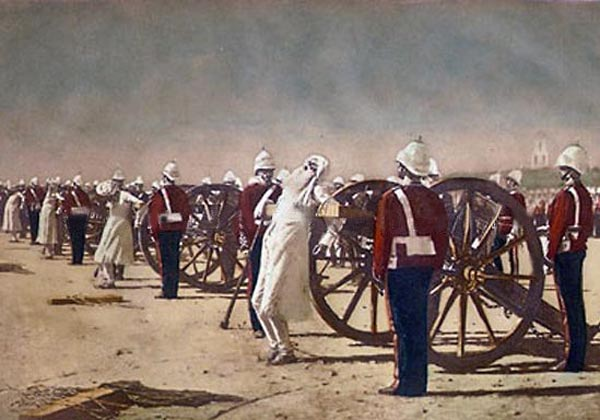
俄国画家瓦西里·韦列夏金创作于1884年的油画《英国人镇压印度人起义》，描绘了英国人炮决叛乱者的场景。这起事件发生在1872年1月15日的旁遮普邦马莱尔科特拉，65名锡克和平主义组织的成员被军方炮决。注：这幅画据说被英国王室买下并可能已经被销毁。（目前下落不明）

据传莫卧儿帝国早在16世纪就开始使用炮决，直到20世纪。16世纪和17世纪，最早在1509年，葡萄牙殖民者跨越他们的帝国，从锡兰（今斯里兰卡）到莫桑比克再到巴西都使用了这种处决方式。莫卧儿人在整个17世纪至18世纪都实施过炮决，特别是对反叛分子。
炮决与英属印度殖民政府关系最为密切。在印度民族起义后，炮决被英国人用来处决叛军和那些被判逃兵罪的土著人。18世纪后半叶，英国人开始使用这种莫卧儿王朝使用过的方式。
在印度次大陆，炮决作为一种处决方式有着特殊的宗教作用。其使囚犯不能留全尸，还将遗骸四处散布，所以它有效地阻止了印度教徒必要的葬礼。因此对信徒而言，这种刑罚超越了死亡。外国侵略者对此很了解，因此炮决通常没有被同期的外国侵略者在非洲，大洋洲或美洲采用。最近的一次炮决发生在1930年的阿富汗，11名潘杰希尔叛乱分子被罕见地施行炮决。

## 方式
一种常见的炮决方式是将人绑在炮口前射杀。据传偶尔会使用真正的实心圆弹，但被证实更常见的是空包弹或霰弹。以下将罪犯绑起来的描述发生在1839年7月7日对多斯特·穆罕默德汗的战役中，由舒贾沙阿下令：
那三个人被用绳子绑在了炮上，背部抵着炮口。绳子的一头被系紧在一边的车轮辐条上，绕紧手臂并打了个结，再穿过炮口绕紧另一只手臂，最后系紧在另一边的车轮辐条上，使他们不能动弹。
虽然在开炮之前将受刑者固定在炮口是迄今为止报道最多的方法，但1596年伊斯坦布尔的一次案例声称受刑者实际上是被塞进炮管里被处决的。现有的报告证实，偶尔有人被绑在火箭弹上，在空中爆炸。据说这是海德尔·阿里统治时期（1761-1782年）对婆罗门的惩罚，也是1800年马拉塔帝国一起叛国案中的惩罚。

## 问题
施行炮决时可能会发生意外。1857年，在菲奥兹普尔的一次大规模处决中，按照命令是使用空包弹，但是有些炮却装上了霰弹。大炮对面的一些观众被霰弹击中，导致有些人不得不截肢。此外，一些士兵没有撤退到安全地带，遭飞溅的肉块和骨头击中而受伤。在另一个案例中，一名即将被炮决的士兵在炮响前不幸滑脫捆綁，结果如下：
一個可憐蟲刚好在炮响前滑脱了将他绑在炮上的绳子，他的手臂几乎烧了起来。正当他遭受痛苦时，一位中士嘗試用手枪对其头部開槍，但三枪都啞火，每次擊錘敲下時他的面容都痛苦得一陣扭曲。最终他被用步枪从头后面开枪，血从鼻子和嘴喷涌而出，就像水泵里涌出的水一样。这是最可怕的场面。我见过各种死法，但没有比他更惨的。
其他令人不寒而栗的记载提到猛禽在行刑场上空盘旋，俯冲下来捕食飞到空中的屍塊。还有流浪野狗在刑场附近徘徊，并冲到现场狼吞虎咽地吃掉行刑后撒得到处都是的殘肢。

## 各地應用

### 印度次大陆
在印度次大陆，炮决有着悠久而多样的历史，18世纪中期以来的许多报告都证明了这种方式的多种用途。炮决在叛乱期间被用作各种罪行的惩罚。

#### 莫卧儿帝国
莫卧儿的炮决传统比英国在同一次大陆的使用要早。一些历史学家指出，炮决在印度次大陆是一种“古老的莫卧儿式惩罚”。据传就在第一位莫卧儿皇帝巴布尔统治之前，他的儿子胡马雍在1526年3月6日与洛迪王朝的一次冲突中炮决了100名阿富汗战俘。在17世纪后半叶，印度北部的贾特人起来反抗莫卧儿帝国，据传奥朗则布皇帝下令将他们的一个头目炮决。据传Purbeel Singh是Oomga镇（靠近今比哈尔邦的奥郎加巴德市）最后一位长官，他被一位不知名的莫卧儿皇帝带到西边14英里的一个镇上炮决。1716年，锡克叛军班达·辛格·巴哈都尔被皇帝法鲁克锡亚击败，在他被处决后，他的儿子被下令“用大炮炸碎”。
前面的案例是炮决反叛分子或敌军，但莫卧儿时代也有一些将这种处决方式用于其他类型犯罪的例子。例如，在贾汉吉尔时代（1605-1627年）的一件传闻轶事中，皇帝将6位毛拉炮决，原因是他们同意或批准了绑架一个印度教女孩并让她嫁给一名穆斯林军官。在1714年，盗窃事件让行军部队很头疼，于是他们设计了一个陷阱。两个小偷被隐蔽的卫兵抓住，后来被炮决。在1719年的一次围攻中，莫卧儿军队的逃兵问题被解决，因为指挥官当着军队的面将4名逃兵炮决。

#### 英属印度（1857年以前）
英国人在印度民族起义之前就有一项悠久的传统，就是炮决那些被判叛乱或逃兵罪的印度兵。据一位历史学家的说法，这项传统始于1760年，当时政府审查了死刑的执行方式。在佩尔加纳斯24区，人们发现军事上常用的死刑方式是鞭打致死。政府将炮决视作一种古老的莫卧儿王朝的惩罚方式并采用了它，因为这种方式相对于用鞭子打死人来说更具威慑力，更公开，更人道。早在1761年，拉基普尔镇就获令“用大炮射击被俘的盗贼头目以威慑其他人”。从技术上讲，在军事法庭的案例中，似乎在1857年前法庭都是由本地官员而不是英国人组成的，但有补充说：“虽然他们被主管官员领导，然而主管官员的职责仅仅是转录证据，并向本地官员提供咨询和指导”。
1764年3月，一位本地军官想要引诱他的部队到敌军那里去，他被军事法庭审判并当着部队的面被炮决。同年9月，赫克托尔·芒罗少校处决了24或25名“罪魁祸首”，他们导致一个营的士兵逃走（逃走的原因是“缺乏回报”、”缺少粮食”以及气候和疾病问题）。一位评论者赞成处决，说：“从那以后，兵变的倾向就没有出现过。”1775年，印度士兵Muctoom Sahib（被英国人指定为“指挥官”）拒绝东印度公司外国雇佣军所下达乘船前往孟买的“命令”。受到指挥官的鼓舞并出于对他的尊重，Muctoom Sahib的手下也跟着做了。外国雇佣军将Muctoom Sahib炮决作为报复。他的手下丧失了士气，开始前往孟买。1782年，巴尔达曼和巴拉克普尔爆发了兵变。3名叛乱者被巴尔达曼法庭判处死刑，其中两人被炮决，一人被绞死。在巴拉克普尔审判中，受审的5人中有4人被判处炮决，另一人被鞭打1000次，并“被用绳子勒着脖子从营地里赶出去”。在第三次盎格鲁-迈索尔战争期间（1789-1792年），6个团因拖欠军饷而叛变，并控制了他们的军官。秩序恢复后，两个最活跃的人被炮决。1781年和1783年发生的几起案例表明，除了叛乱者，逃兵也被处以炮决。
不只有印度兵被炮决。1798年，英军马德拉斯第一炮兵营发生兵变，一名英国士兵被判处炮决。然而，这似乎是例外。一位历史学家说，士兵福斯特（Forster）是唯一记录在案的被英国当局处以炮决的欧洲人。
1804年，在一次军事行动中，伯奇（Birch）中尉指挥的部队拒绝离开他们的营地。伯恩（Burn）上校认为有必要采取严厉措施，他召集了军事法庭，两名涉案军官被判炮决，另外九人遭到“严酷鞭打”。有人在完全赞同这一行为的情况下写道：”有充分理由相信这一措施产生了最佳效果，因为军团在随后的围攻中表现得最为坚定和得体”。
1806年的韦洛尔兵变以夜间对英国军官和士兵的屠杀开始，许多印度兵被镇压杀死，6个人被判处炮决。1812年，一个密谋杀害欧洲军官的阴谋在特拉凡哥尔被发现，两名主谋被炮决，其他一些人被处以绞刑。1819年，6名投奔被吞并的那格浦尔王国被逐王公的逃兵被英国人逮捕，并于2月7日被炮决。1832年的班加罗尔，一个声称要消灭所有欧洲人的阴谋被发现。在大约100名牵连者中，4人被判处炮决，另有2人被枪毙。
有时，尽管一个人被判处死刑，但他仍可能有希望得到赦免或减刑。1784年，一个团因军饷不足而叛变。莱因（Laing）中将镇压了反叛，并下令将12人炮决。然而，12人中的最后1人非常幸运：他被绑在大炮口上，导火索烧毁了3次。然后他问莱因中将，他是否真的注定要这样死去，莱因中将决定赦免他。1795年，梅迪尼普尔军事法庭以叛乱罪判处5名印度兵炮决，另外3名士兵被处以绞刑。然而，他们的案件被上诉，判决被减刑为开除现役。在1824年巴拉克普尔兵变中，血腥镇压开始四天后，被派往第一次英缅战争前线的印度兵感到不满，一位名叫Bindee Tiwarree的47团领导人伪装成一名法基尔藏了起来。在随后军事法庭的审判中，他被判处炮决，但他却被用链子吊死。在他死后，尸体被吊在铁笼里示众长达几个月。1836年，一名叫Jemadar Rungish的印度兵因临阵脱逃并抛弃他的欧洲军官而被判有罪。他被判处炮决，但这一判决被减刑为“流放海外”。

#### 大起义
在1857年印度民族起义中，炮决被英军广泛使用。《艾伦的印度邮件》（Allen's Indian Mail）的记载显示了英国人执行炮决的规模和频率：
6月8日，第35轻步兵团的两名印度兵被炮决。6月10日，在白沙瓦的卢迪亚纳，大约40名来自第54团的士兵被炮决。6月13日，驻扎在菲奥兹普尔的第45团的10名印度兵被炮决，2人被绞死。同一天，在安巴拉，第54团的10名印度兵遭遇了同样的命运。同月26日，在奥郎加巴德，1人被炮决，1人被绞死，3人被枪毙。7月8日，在傑赫勒姆，被俘叛军被认为会被炮决。19日的奥郎加巴德，一个被炮决，两人被枪毙。9月5日的塞塔拉（Settara），6人被炮决。9月17日的木爾坦，1人被炮决，121人被立即处死。9月23日，在卡拉奇，1人被炮决，7人被绞死，20人被驱逐出境。（当地被军法审判的人数随后增加到4人被炮决，14人被绞死，22人被驱逐出境，3人被斩首。）在10月底阿格拉附近的罗希尔坎德地区，有一人被炮决。11月16日的孟买，第10团的两名印度兵被炮决。

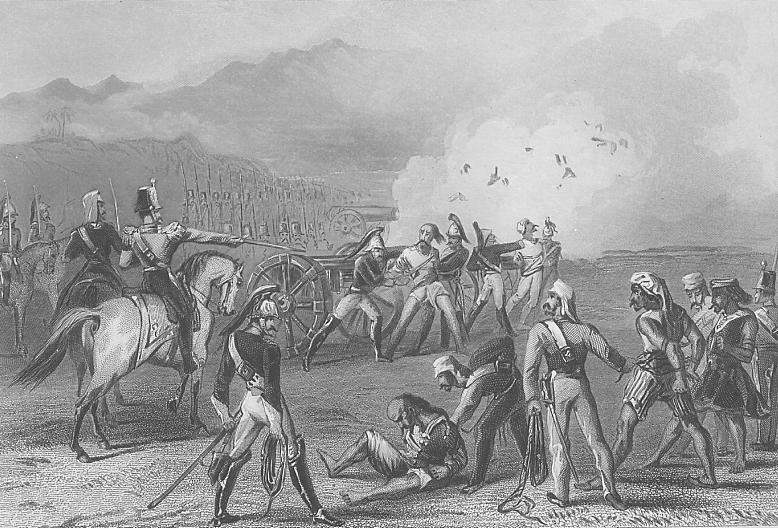
英国人炮决叛变者，1857年9月8日

作为官方统计数据的例子，而不是报纸报道的集合，根据一份1859年提交给英国下议院的关于旁遮普地区的白沙瓦河谷叛乱的文件，1857年5月至9月期间记录有523人被处决，其中459人被步枪射杀，20人被绞死（13人因犯逃兵罪），其余44人被炮决。在这44人中，有4人犯逃兵罪，而不是叛变。阿格拉（Agra）地区在7月到11月的官方统计数据显示，在被判死刑的78人中，2人被减刑为监禁，4人被炮决决。来自印多尔的官方统计数据表明，在官方处罚的393名印度兵中，有32人被处决，其中21人被炮决。
上述案例是军事法庭正式审判后执行死刑的例子，因此没有记录在战斗中、非正式处决或屠杀期间发生的案例。
一些英国人确信叛乱的印度兵曾将英国妇女炮决。一些消息人士提到的一个具体案例涉及到伯奇（Birch）夫妇、埃克福德（Eckford）夫人和德方丹（Defontaine）夫人。据说他们都是在法泰赫加尔被炮决的。
一个被炮决的印度士兵头骨在英国的一个酒吧里被发现，这也成了一本书——《阿鲁姆·比格的头骨：1857年一位反叛者的生与死》（The Skull of Alum Bheg: The Life and Death of a Rebel of 1857）的主题。

#### 1857年之后
印度民族起义中并不是英国军队最后一次使用大炮来执行死刑。例如在1871年，65名锡克教徒被军队炮决。

### 葡萄牙帝国
葡萄牙殖民者被指在他们的多个殖民地使用炮决作为一种死刑方式。

#### 斯里兰卡
据传在1509年左右，葡萄牙探险家弗朗西斯科·德·阿尔梅达在锡兰炮决了多人。1656年荷兰围攻科伦坡期间，该城遭受了严重饥荒。一位在哺乳期的母亲因为饥饿而停止产奶，她的婴儿也濒临死亡。她选择杀死它，然后吃掉。当葡萄牙将军知晓她的食人行为，她被下令炮决。但在这种特殊的情况下，神职人员和主要市民对将军进行了劝阻，使她幸免于难。

#### 莫桑比克
探险家弗朗西斯科·巴雷托在1569-1573年莫诺莫塔帕的战役中一度囚禁过大约50名穆斯林，并让他们“被刺穿，被炮决，被树干撕碎，被砍死或枪杀”。据传在18世纪中叶葡属东非西北部的太特，对奴隶的死刑是炮决。在19世纪的前10年，据传一个劫匪头子被葡萄牙人抓住并被炮决。

#### 巴西
在1618年的巴西，当地人对葡萄牙人的抵抗毫不动摇，尽管他们的一位领袖阿马罗（Amaro）被俘虏并被炮决。

### 阿富汗
从19世纪早期到1930年，在阿富汗使用炮决执行死刑的传统得到了证实。

#### 早期案例
1802年，马赫米德·沙阿·杜兰尼的军队对吉尔吉人部落造成了惨重的打击，为了阻止进一步的挑衅，他下令将一位领导人和他的两个儿子炮决，并用吉尔吉人的头骨建造了一座宣礼塔。1803年，当沙阿·舒亚·杜兰尼将他同父异母的兄弟马赫穆德（Mahmud）赶下台后，他报复了马赫穆德的一个盟友阿希克（Ashik），将他炮决，因为他背叛了舒亚和马赫穆德的同父异母兄弟扎曼·沙阿·杜兰尼，扎曼·沙阿·杜兰尼在1800年被马赫穆德赶下台之前是杜兰尼帝国的国王。

#### 鋼鐵埃米尔時期
1880年，阿布杜爾·拉赫曼汗成为阿富汗的埃米尔，他很快就因为他的残暴和强硬统治而获得了“鋼鐵埃米尔”（the iron emir）的绰号。有消息估计，在他执政的20年间，平均每年有5000人被处决，其中一些人被炮决。例如，仅在1889年12月就有24人被记录炮决，还有许多人被以其它方式处决。

#### 卡拉卡尼统治时期
1929年1月，当塔吉克人哈比布拉·卡拉卡尼成为埃米尔后，阿富汗爆发了新一轮极端暴力事件。英国大臣汉弗莱斯（Humphreys）写道：“没有什么是安全的，房屋被肆意掠夺，妇女被蹂躏，这样的恐怖统治在血腥的阿富汗历史中是前所未有的。”政治对手经常被炮决或以其他方式处决。哈比布拉的政权在1929年10月被推翻，之后库赫斯塔尼（Kuhestani）塔吉克人遭到迫害。1930年4月6日《纽约时报》的一篇文章的标题是：“11名阿富汗人在喀布尔被炮决”。

### 朝鲜
据《独立报》报道，脫北者称，朝鲜使用高射炮进行公开处决。

## 小说中的炮决
在乔治·麦克唐纳·弗莱泽以印度民族起义为背景的小说《Flashman in the Great Game》中，一个冒充印度人的英国军官哈里·弗莱西曼（Harry Flashman）在英国人对詹西王后营地的袭击中昏了过去并被俘虏。弗莱西曼被当作反叛分子，醒来时发现被塞住嘴绑在大炮口上。他勉强逃过了死刑，并释放了要和他一起被处决的叛乱分子。对于一个通常被描绘成说谎者、恶霸和无赖的角色来说，这是一种不同寻常的人道行为。
《蒸汽屋》是儒勒·凡尔纳1880年的一部小说，以那纳·萨伊布（Nana Sahib）被大炮炸死结尾。
在亨利·毕姆·派珀的科幻小说《Lord Kalvan of Otherwhen》中，主角卡尔文（Kalvan）从我们的宇宙时空转移到了架空历史，他提出应该用炮决杀死堕落的“教会”斯蒂芬会馆（Styphon's House）的神职人员。他对自己辩解说英国人曾对反叛的印度兵使用这种手段，“在开明的维多利亚女王统治时期，你还能得到比那更多的尊敬吗？”卡尔文还认为这构成了「一个『炮』制殉道圣人的糟糕双关语」。这么说特别合适，因为“斯蒂芬会馆”将它的的财富作为火药的唯一来源。